# Композиция функций
Компози́ция (суперпози́ция) фу́нкций — это применение одной функции к результату другой.
Композиция функций {\displaystyle f} и {\displaystyle g} обычно обозначается {\displaystyle g\circ f}, что обозначает применение функции {\displaystyle g} к результату функции {\displaystyle f}, то есть {\displaystyle (g\circ f)(x)=g(f(x))}.

## Определение
Пусть {\displaystyle f} функция из {\displaystyle A} в {\displaystyle B}. Образ функции {\displaystyle f} есть множество {\displaystyle f[C]=\{f(x)\,|\,x\in C\,\}}.
Пусть даны две функции {\displaystyle f\colon X\to Y} и {\textstyle g\colon f[X]\to Z}, где {\displaystyle f[X]\subseteq Y} — образ множества {\displaystyle X}. Тогда их композицией называется функция {\displaystyle g\circ f\colon X\to Z}, определённая равенством:
{\displaystyle (g\circ f)(x)=g(f(x)),\;x\in X}.

## Связанные определения
- Термин «сложная функция» может быть применим к композиции двух функций, каждая из каких имеет один аргумент[4]. Также он может употребляться в ситуации, когда на вход функции нескольких переменных подаётся сразу несколько функций от одной или нескольких исходных переменных[5]. Например, сложной функцией нескольких переменных можно назвать функцию {\displaystyle G} вида
{\displaystyle g(x,y)=f(u(x,y),v(x,y))},

потому что она представляет собой функцию {\displaystyle f}, на вход которой подаются результаты функций {\displaystyle u} и {\displaystyle v}.

## Примеры композиций

Пример композиции двух функций

- Пример композиции двух функцийКомпозиция функций на конечных множествах:

Пусть {\displaystyle f=\{\,(1,1),\,(2,3),\,(3,1),\,(4,2)\,\}} и {\displaystyle g=\{\,(1,2),\,(2,3),\,(3,1),\,(4,2)\,\}}
тогда композиция {\displaystyle g\circ f=\{\,(1,2),\,(2,1),\,(3,2),\,(4,3)\,\}}

## Свойства композиции[3]
- Композиция ассоциативна:
{\displaystyle (h\circ g)\circ f=h\circ (g\circ f)}.
- Если {\displaystyle f=\mathrm {id} _{X}} — тождественное отображение на {\displaystyle X}, то есть {\displaystyle \forall x\in X}:
{\displaystyle f(x)=\mathrm {id} _{X}(x)=x},

то {\displaystyle g\circ f=g}.
- Если {\displaystyle G=\mathrm {id} _{Y}} — тождественное отображение на {\displaystyle Y}, то есть {\displaystyle \forall y\in Y}:
{\displaystyle g(y)=\mathrm {id} _{Y}(y)=y},

то {\displaystyle g\circ f=f}.
- Композиция отображений {\displaystyle f\colon X\to X}, {\displaystyle g\colon X\to X}, вообще говоря, не коммутативна, то есть {\displaystyle f\circ g\not =g\circ f}. Например, даны функции {\displaystyle f\colon x\mapsto x^{2}}, {\displaystyle g\colon x\mapsto 2x} — тогда {\displaystyle g\circ f\colon x\mapsto 2x^{2}}, однако {\displaystyle f\circ g\colon x\mapsto 4x^{2}}.

## Дополнительные свойства
- Пусть функция {\displaystyle f\colon X\to Y} имеет в точке {\displaystyle a} предел {\displaystyle \lim _{x\to a}f(x)=b}, а функция  {\displaystyle g\colon f[X]\subseteq Y\to Z}  имеет в точке {\displaystyle b} предел {\displaystyle \lim _{y\to b}g(y)}. Тогда, если существует проколотая окрестность точки {\displaystyle a}, пересечение которой с множеством {\displaystyle X}  отображается функцией {\displaystyle f\colon X\to Y} в проколотую окрестность точки {\displaystyle b}, то в точке {\displaystyle a} существует предел композиции функций {\displaystyle g\circ f\colon X\to Z} и выполнено равенство:  {\displaystyle \lim _{x\to a}g(f(x))=\lim _{y\to b}g(y)}.
- Если функция {\displaystyle f\colon X\to Y} имеет в точке {\displaystyle a} предел {\displaystyle \lim _{x\to a}f(x)=b}, а функция  {\displaystyle g\colon f(X)\subseteq Y\to Z}  непрерывна в точке {\displaystyle b}, то в точке {\displaystyle a} существует предел композиции функций {\displaystyle g\circ f\colon X\to Z} и выполнено равенство:  {\displaystyle \lim _{x\to a}g(f(x))=g(\lim _{x\to a}f(x))=g(b)}.
- Композиция непрерывных функций непрерывна. Пусть {\displaystyle (X,{\mathcal {T}}_{X}),(Y,{\mathcal {T}}_{Y}),(Z,{\mathcal {T}}_{Z})} — топологические пространства. Пусть {\displaystyle f\colon X\to Y} и {\displaystyle g\colon f[X]\subseteq Y\to Z} — две функции, {\displaystyle y_{0}=f(x_{0})}, {\displaystyle f\in C(x_{0})} и {\displaystyle g\in C(y_{0})}, где {\displaystyle C} — это множество всех функций, первая производная которых в заданной точке существует. Тогда {\displaystyle g\circ f\in C(x_{0})}.

- Композиция дифференцируемых функций дифференцируема. Пусть {\displaystyle f,g:\mathbb {R} \to \mathbb {R} }, {\displaystyle y_{0}=f(x_{0})}, {\displaystyle f\in {\mathcal {D}}(x_{0})} и {\displaystyle g\in {\mathcal {D}}(y_{0})}. Тогда {\displaystyle g\circ f\in {\mathcal {D}}(x_{0})}, и

{\displaystyle (g\circ f)'(x_{0})=g'(y_{0})\cdot f'(x_{0})}.